# Hedychium greenii
Hedychium greenii är en enhjärtbladig växtart som beskrevs av William Wright Smith. Hedychium greenii ingår i släktet Hedychium och familjen Zingiberaceae. Inga underarter finns listade i Catalogue of Life.